# Leanid Zaiko
Leanid Fiodarawicz Zaiko (biał. Леанід Фёдаравіч Заіко, ros. Леонид Фёдорович Заико, Leonid Fiodorowicz Zaiko; ur. 23 sierpnia 1948 w Grodnie) – białoruski ekonomista, kandydat nauk ekonomicznych (odpowiednik polskiego stopnia doktora), docent; prorektor Instytutu Doskonalenia Zawodowego Nauczycieli Nauk Społecznych, dziekan Wydziału Ekonomicznego Europejskiego Uniwersytetu Humanistycznego.

## Życiorys
Urodził się 23 sierpnia 1948 roku w Grodnie, w obwodzie grodzieńskim Białoruskiej SRR, ZSRR. W 1970 roku ukończył Białoruski Państwowy Uniwersytet Ekonomiczny. Uzyskał stopień kandydata nauk ekonomicznych (odpowiednik polskiego stopnia doktora) i został docentem. Temat jego dysertacji kandydackiej brzmiał: Współczesna reformistyczna teoria współzarządzania. Pracował jako asystent, starszy wykładowca i docent w Białoruskim Państwowym Uniwersytecie Ekonomicznym, kierownik Katedry Teorii Ekonomicznej. Od 1986 roku pełnił funkcję prorektora ds. nauki Instytutu Doskonalenia Zawodowego Nauczycieli Nauk Społecznych. Następnie pracował jako dziekan Wydziału Ekonomicznego Europejskiego Uniwersytetu Humanistycznego. Od 1997 roku był dyrektorem Instytutu Badań Niezależnych Narodowego Centrum Inicjatyw Strategicznych „Wschód-Zachód”. Od 1999 roku pełnił funkcję prezesa Centrum Analitycznego „Strategia”.
Od 1997 roku wchodził w skład Rady Ekspertów Rady Ministrów Republiki Białorusi ds. Rozwoju Gospodarczego. Pełnił funkcję wiceprzewodniczącego Rady Koordynacyjnej Białoruskiego Stowarzyszenia Fabryk Myśli. Współpracował z mediami, prowadził programy telewizyjne „Rozmowy na tematy międzynarodowe”' i „Ekonomikst”.

## Prace
- Ekonomiczeskoje souprawlenije. Mińsk: 1983. (ros.). Brak numerów stron w książce;
- Za Wielikoj kitajskoj stienoj. Mińsk: 1992. (ros.). Brak numerów stron w książce;
- (we współautorstwie): Nacyonalno-gosudarstwiennyje intieriesy Riespubliki Biełaruś. Mińsk: 1999. (ros.). Brak numerów stron w książce;

a także ponad 200 innych publikacji, w tym dotyczących Belgii, Niemiec i Federacji Rosyjskiej.

## Życie prywatne
Leanid Zaiko jest rozwiedziony.